# Cheracebus
Genre
Cheracebus est un genre de Primates de la sous-famille des Callicebinae (famille des Pitheciidae). Ce sont de petits singes du Nouveau Monde (Platyrrhini).

## Liste des espèces
Selon GBIF (3 février 2024) :
- Cheracebus lucifer (Thomas, 1914)
- Cheracebus lugens (Humboldt, 1811) - espèce type
- Cheracebus medemi (Hershkovitz, 1963)
- Cheracebus regulus (Thomas, 1927)
- Cheracebus torquatus (Hoffmannsegg, 1807)

## Classification
Le genre Cheracebus a été créé en 2016 par la zoologiste et généticienne Hazel Byrne (d), en collaboration avec Anthony B. Rylands (d), Jeferson C. Carneiro (d), Jessica W. Lynch (d), Fabrício Bertuol (d), Maria N. da Silva (d), Mariluce Messias (d), Colin Groves, Russell A. Mittermeier, Izeni P. Farias (d), Tomas Hrbek (d), Horacio Schneider (d), Iracilda Sampaio (d) et Jean P. Boubli (d). Son espèce type est Cheracebus lugens.
Les espèces de ce genre étaient auparavant classées dans celui des Callicebus, scindé en trois à la suite des travaux de phylogénie publiés en 2016-2017,.

## Publication originale
- (en) Hazel Byrne, Anthony B. Rylands, Jeferson C. Carneiro, Jessica W. Lynch Alfaro, Fabrício Bertuol, Maria N. F. da Silva, Mariluce Messias, Colin P. Groves, Russell A. Mittermeier, Izeni Pires Farias, Tomas Hrbek, Horacio Schneider, Iracilda Sampaio et Jean P. Boubli, « Phylogenetic relationships of the New World titi monkeys (Callicebus): first appraisal of taxonomy based on molecular evidence », Frontiers in Zoology, BMC et Springer Science+Business Media, vol. 13, no 1,‎ 1er mars 2016, p. 10 (ISSN 1742-9994, OCLC 56719374, PMID 26937245, PMCID 4774130, DOI 10.1186/S12983-016-0142-4, lire en ligne).